# Uncinaria eriniformis
Uncinaria eriniformis är en rundmaskart. Uncinaria eriniformis ingår i släktet Uncinaria, och familjen Ancylostomidae. Arten är reproducerande i Sverige.